# Macrolabis saliceti
Macrolabis saliceti är en tvåvingeart som först beskrevs av Friedrich Hermann Loew 1850.  Macrolabis saliceti ingår i släktet Macrolabis och familjen gallmyggor. Inga underarter finns listade i Catalogue of Life.